# Saint-Élier
Saint-Élier é uma comuna francesa na região administrativa da Normandia, no departamento de Eure. Estende-se por uma área de 2,32 km². Em 2010 a comuna tinha 447 habitantes (densidade: 192,7 hab./km²).